# Bombus campestris
Bombus campestris là một loài ong trong họ Apidae. Loài này được Panzer miêu tả khoa học đầu tiên năm 1801.